# Copelandia
Copelandia actualment és un gènere de fongs que ja no es considera que constava de com a mínim 12 espècies. Molts micòlegs americans posaven les espècies del gènere Panaeolus que donaven una tinció blava dins el gènere Copelandia, en canvi els micòlegs europeus feien servir en el seu lloc el nom de Panaeolus. Actualment tots els bolets que estaven categoritzats dins el gènere Copelandia es troben dins el gènere Panaeolus a tot el món. El gènere Copelandia era un subgènere del gènere Panaeolus creat per Abbé Giacomo Bresadola (1847–1929) en honor d'Edwin Bingham Copeland (1873–1964), un recol·lector de fongs a les Filipines i que enviava algunes col·leccions a Bresadola.
Les espècies de Copelandia són de color blanc a gris i normalment amb peus llargs i delicats. Es troben en la zona tropical i neotropical d'ambdós hemisferis on creixen sobre l'herba, molsa morta, sorra o excrements. Contenen els al·lucinògens psilocina i psilobicina.
A Espanya tot el gènere es troba dins la llista de plantes de venda regulada.

## Taxonomia
- C. affinis (E. Horak)
- C. bispora (Malençon & Bertault) Singer
- C. cambodginiensis (Ola'h & R. Heim) Singer
- C. chlorocystis Singer & R.A. Weeks
- C. cyanescens (Berkeley i Broome) Singer
- C. lentisporus (Ew. Gerhardt) Guzmán
- C. mexicana Guzmán
- C. tirunelveliensis Natarajan & Raman
- C. tropica Natarajan & Raman
- C. tropicalis (Ola'h) Singer & R.A. Weeks